# Monitor Deloitte
Il Monitor Group è un gruppo di società di consulenza gestionale fondato nel 1983 da un gruppo di otto imprenditori, tutti legati alla Harvard Business School: Michael Porter, Catherine Hayden, Mark Fuller, Joseph Fuller, Mary Kearney, Michael A. Bell, Mark Thomas e Thomas Craig.
Il 7 novembre 2012 la società ha annunciato l'intenzione di avvalersi del Chapter 11 del Bankruptcy Code statunitense e l'intenzione di acquisire il gruppo da parte di Deloitte. Nel gennaio 2013 la società è stata acquisita da Deloitte diventando Monitor Deloitte.
Il gruppo è composto da varie compagnie, ognuna specializzata nella fornitura di determinati servizi, fra cui:
- Monitor Market2Costumer (o MonitorM2C), strategie di marketing
- Monitor GBN, pianificazione di scenari economici e finanziari
- Monitor Institute, strategie di sviluppo per organizzazioni non-profit e filantropiche
- Monitor MI, strategie di ricerca e sviluppo per imprese
- Monitor Action Group, creazione di piani strategici di sviluppo
- Monitor Regional Economic Competitiveness (o Monitor REC), sviluppo di investimenti, competitività e sicurezza

## Sedi internazionali
- Bombay
- Cambridge (sede principale)
- Casablanca
- Chicago
- Dubai
- Hong Kong
- Johannesburg
- Londra
- Los Angeles
- Madrid
- Milano
- Monaco di Baviera
- Mosca
- New York
- Newport Beach
- Nuova Delhi
- Pechino
- Parigi
- San Francisco
- San Paolo
- Seul
- Shanghai
- Singapore
- Tokyo
- Toronto
- Zurigo